# Zeebeving Miyagi 1978
De zeebeving bij Miyagi in 1978 (Japans: １９７８年宮城県沖地震, 1978 nen Miyagi-ken-oki jishin) was een krachtige zeebeving met een kracht van 7,7 op de schaal van Richter die plaatsvond op 12 juni 1978. Het epicentrum lag voor de kust van de Japanse prefectuur Miyagi. Als gevolg van de beving overleden 28 mensen en raakten 1.325 personen gewond.
Na de zeebeving ontstond een relatief kleine tsunami met een hoogte van ongeveer 60 cm.
Op 11 maart 2011 vond in hetzelfde gebied een zware zeebeving plaats.